# Plagiochila euryphyllon
Plagiochila euryphyllon là một loài rêu trong họ Plagiochilaceae. Loài này được Carl mô tả khoa học đầu tiên năm 1931.